# Hun Dun
Hun Dun 混沌 (in klassischen Texten 渾沌, auch  渾敦), auch Hundun, ist eine Gestalt der Chinesischen Mythologie, die das urzeitliche Chaos symbolisiert.   Allerdings handelt es sich dabei nicht um ein Sinnbild des Ungeordneten in Form eines wilden Durcheinanders, sondern um das Konzept einer urzeitlichen Formlosigkeit, in der die Dinge (noch) nicht voneinander zu unterscheiden sind. Es ist der Zustand der „Ungetrenntheit“ vor Beginn unserer Welt.
Der Herrscher Hun Dun bekam regelmäßig Besuch von den Herren des Südmeeres, Shu, und des Nordmeeres, Hu. Da er diesen immer große Gastfreundschaft gewährte, beschlossen diese beiden eines Tages, ihm seine Güte zu vergelten. Lange überlegten sie, was sie ihm Gutes tun konnten, und hatten endlich folgende Lösung:
Alle Menschen verfügen über sieben Körperöffnungen – zum Sehen, Hören, Essen und Atmen. Doch der große Hun Dun verfügt über keine einzige Öffnung, deshalb wollen wir ihm welche zufügen.
Sie traten vor Hun Duns Thron und schlugen ihm dies vor, Hun Dun nahm den Vorschlag begeistert an.
So bohrten sie ihm Tag für Tag eine Öffnung in den Körper. Am siebten Tag aber, als sie die siebte Körperöffnung zu Ende gebohrt hatten, verstarb Hun Dun.